# 圣卡洛斯 (奇里基省)
圣卡洛斯是巴拿马奇里基省大卫区的一个城市。 该市面积为44.7平方（17.3平方英里），2010年时人口为4,487，故其人口密度为100.4名居民每平方（260名居民每平方英里）。 1990年时人口为2,543，2000年时人口为3,181。